# Intervalo QT

Representación esquemática de un trazado ECG normal, en ritmo sinusal, con ondas, segmentos e intervalos.

En medicina, especialmente en cardiología, el intervalo QT es la medida del tiempo entre el comienzo de la onda Q y el final de la onda T en el electrocardiograma. Si se encuentra anormalmente prolongado puede generar arritmias ventriculares.
El intervalo QT es dependiente de la frecuencia cardíaca (a mayor frecuencia menor es el intervalo) y tiene que ser ajustado a dicha frecuencia para su interpretación. 
La corrección estándar usa la fórmula de Bazett, calculando el intervalo Qt corregido QTc.

La fórmula es:

{\displaystyle QTc={\frac {QT}{\sqrt {RR}}}}

Donde QTc es el intervalo QT corregido para la frecuencia, RR es el intervalo desde el comienzo de un complejo QRS hasta el comienzo del siguiente complejo QRS, medido en segundos. Sin embargo, esta fórmula no suele ser muy exacta, sobrevalorando a frecuencias altas e infravalorando a frecuencias bajas.

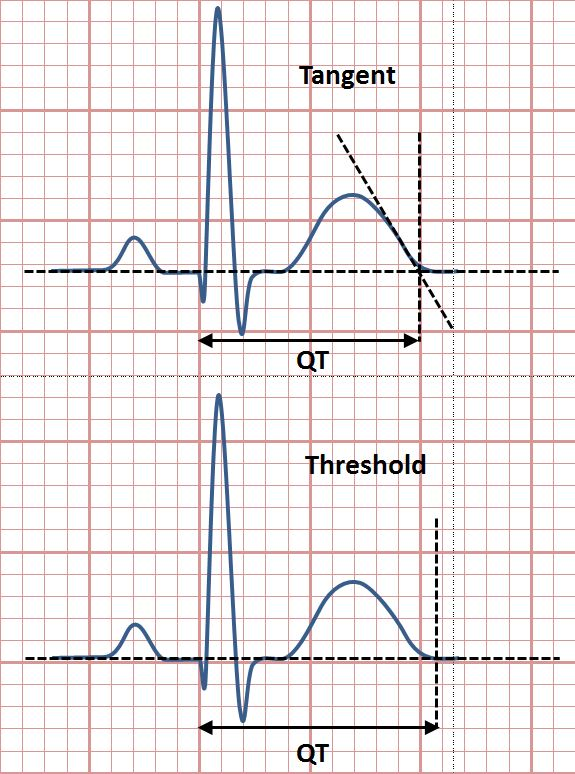
Ilustraciones de los métodos de tangente y umbral para medir el intervalo QT

En el mismo año, Fridericia publicó un ajuste alternativo:

{\displaystyle QT_{F}={\frac {QT}{RR^{1/3}}}}

El valor normal del intervalo QT está entre 0.35 y 0.44 (0.45 en mujeres) segundos. Si el valor del intervalo QT se encuentra por debajo de 0.32 segundos, se trata de un QT corto anormal.
El intervalo QT puede ser medido por diferentes métodos, como el método umbral en el que el final de la onda T está determinado por el punto en el que se une a la línea base isoeléctrica, el método tangente en el que el final de la onda T es determinado por la intersección de una línea extrapolada en la línea isoeléctrica y la línea tangente que toca la parte final de la onda T en el punto más inferior.

## Anormalidades
Tanto la prolongación del intervalo como el acortamiento pueden ser origen de arritmias ventriculares, así como también de alteraciones electrolíticas como la hipocalcemia (QTc = 0.58s) o la hipercalcemia (QTc = 0.36s).